# Кортечча, Франческо
Франческо Корте́чча (итал. Francesco Corteccia, лат. Franciscus Corticius; 27.6.1502, Флоренция — 7.6.1571, там же) — итальянский композитор, капельмейстер, органист. Выделился как один из первых национальных композиторов эпохи Ренессанса в период, когда в Италии доминировали композиторы франко-фламандской школы. Высшие карьерные достижения Кортеччи связаны с его работой при дворе флорентийского герцога Козимо I Медичи. Наиболее известен как автор ранних мадригалов.

## Биография и творчество
Кортечча жил и работал исключительно во Флоренции. С 1531 служил капелланом (с 1563 каноник) в баптистерии церкви Сан-Лоренцо, также играл там на органе (в 1535—1539) и занимался преподаванием музыки; среди его учеников Кристофано Мальвецци (1547—1597) и Лука Бати (1546—1608). С 1540 до конца своих дней возглавлял капеллу Медичи при той же церкви, фактически же выполнял (с 1539) обязанности придворного капельмейстера Медичи.
Перу Кортеччи принадлежат произведения в разных жанрах духовной и светской музыки, в том числе мотеты (два тома) и многоголосные вокальные сочинения на тексты католического проприя. Наиболее значительные сборники: «Гимнарий по обряду римской и флорентийской церкви» (ок. 1453) в технике alternatim (многоголосно обработаны только чётные строфы), респонсории Тёмной утрени (1570), покаянные псалмы Давида (1570) — респонсории и псалмы, как считают учёные, написаны гораздо раньше года публикации. С большой вероятностью, Кортечче принадлежат также «Страсти по Иоанну» (1527) и «Страсти по Матфею» (1531), которые сохранились во флорентийской рукописи I-Fd 45 как анонимные произведения.
Кортечча обслуживал различные торжественные мероприятия при дворе, писал музыкальные вставки (вокально-инструментальные «интермедии») к пьесам, которые ставились придворным театром (сохранились образцы интермедий для постановок 1539, 1544 и 1565 годов). Для истории итальянской музыки важны мадригалы Кортеччи, которые (наряду с мадригалами Костанцо Фесты) положили начало специфически итальянской мадригальной традиции. Кортечча выпустил два сборника четырёхголосных мадригалов (1544, 1547) и один сборник мадригалов для 5-6 голосов (1547). Интермедии Кортеччи в жанровом отношении также являются мадригалами, но с явно указанными инструментами (обычно ансамбль виол). Редкий образец вокально-инструментальной интермедии — мадригал «Vientene almo riposo», аранжированный композитором для голоса соло (персонификация Ночи) и четырёх тромбонов. В целом стиль Кортеччи традиционен (каких-либо «дерзких» экспериментов в области музыкального языка и формы не отмечается) и во многом обязан композиторам франко-фламандской школы, процветавшим в период его жизни в Италии.
Критическое издание музыкальных произведений Кортеччи в 1981—2009 гг. выпустил Франк д’Акконе в 32-м томе (тетради 8-13) серии нотных изданий «Corpus mensurabilis musicae». Интермедии Кортеччи, написанные для свадьбы Козимо Медичи, изданы (среди прочей музыки к этому мероприятию) А. Майнором и Б. Митчеллом в 1968.